# Peter Zudeick

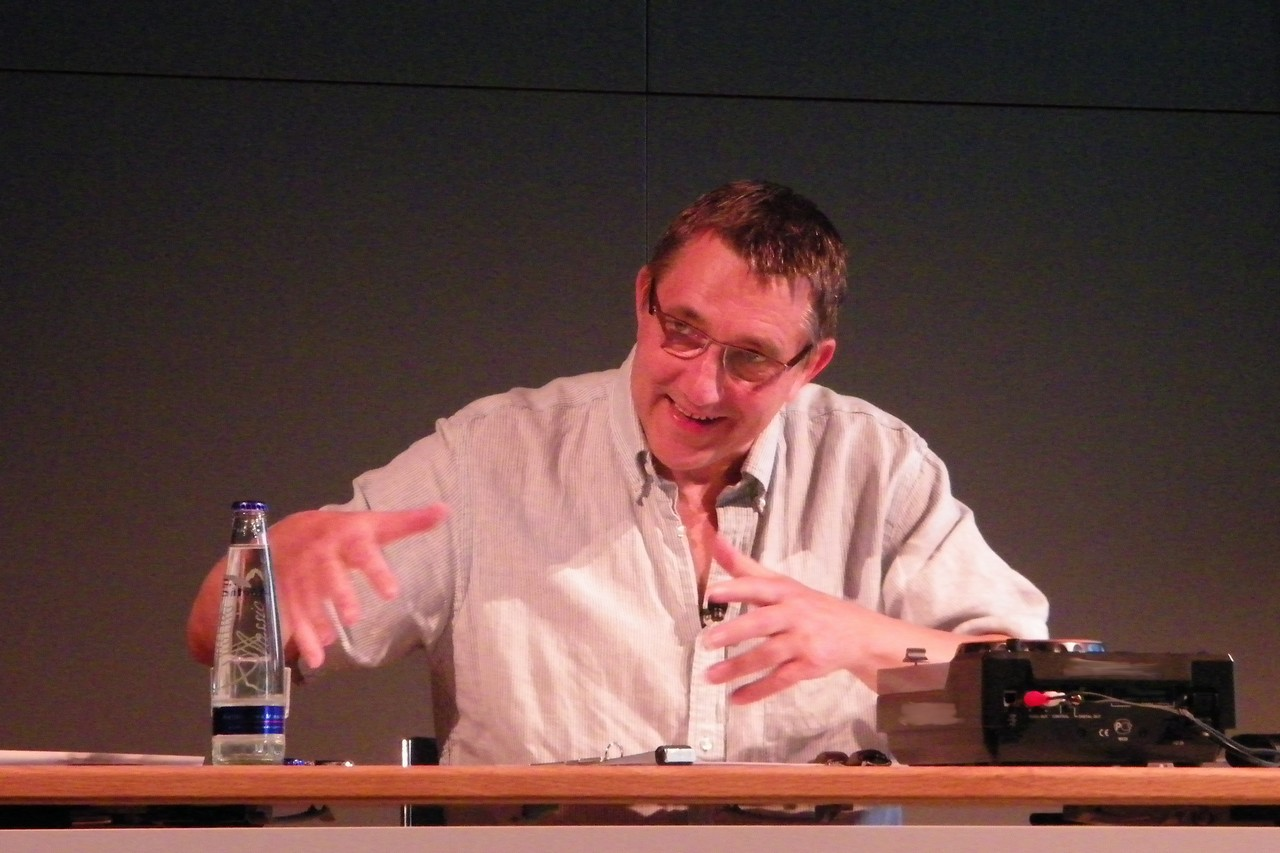
Peter Zudeick 2013 bei den Tutzinger Radiotagen

Peter Zudeick (* 4. November 1946 in Haan) ist ein deutscher Journalist.

## Leben
Aufgewachsen in Solingen, begann Peter Zudeick seine berufliche Laufbahn zunächst als Polizist, bevor er ab 1967 Germanistik, Pädagogik, Philosophie und Theaterwissenschaften in Köln studierte. Nach dem Staatsexamen promovierte er in Philosophie mit einer Arbeit über Ernst Bloch.
1976 war Zudeick als Volontär beim Kölner Stadt-Anzeiger im Ressort Politik tätig. 1980 wechselte er zum Rundfunk bei SWF 3 in Baden-Baden, wo er als Reporter und Moderator und ab 1982 als Korrespondent in Bonn arbeitete. Seit 1985 arbeitet er als freier Journalist und Korrespondent für mehrere Rundfunkanstalten (u. a. WDR, NDR, SWR, MDR, HR, RB) und Zeitungsredaktionen. Seit mehreren Jahren moderiert er in unregelmäßigen Abständen die Sendung Der Tag auf hr2-kultur. Arbeitsschwerpunkte sind heute politische Berichte, Kommentare, Analysen, Hintergründe, aber auch satirische Glossen wie sein Satirischer Wochenrückblick mit kommentierten Original-Aussprüchen aus Politikermund. Diese sind so populär, dass eine Auswahl auf CD veröffentlicht worden ist.
Peter Zudeick wird gelegentlich auch in den WDR-Presseclub eingeladen sowie die Phoenix Runde.
In seinem Werk Tschüss, ihr da oben von 2009 kritisiert Zudeick Führungspersonen in Politik und Wirtschaft, die Agenda 2010 und zunehmende Verarmung in Deutschland. Unter Rückgriff auf Philosophen wie Platon und Karl Marx konstatiert er einen Gegensatz von Gerechtigkeit und Kapitalismus und empfiehlt eine neue außerparlamentarische Opposition gegen den Kapitalismus.
2013 wies das Arbeitsgericht Bonn eine Klage Zudeicks gegen den Hessischen Rundfunk zurück. Mit ihr wollte er erreichen, dass der Sender ihn über das 65. Lebensjahr hinaus beschäftigt bzw. eine Entschädigung für entgangene Honorare zahlt.

## Werke
- Der Hintern des Teufels. Ernst Bloch – Leben und Werk. Elster, 1985, ISBN 3-89151-004-7.
- SABA. Bilanz einer Aufgabe. Vom Aufstieg und Niedergang eines Familienunternehmens. (Mit Hermann Brunner-Schwer) Elster, Moos 1990. ISBN 3-89151-101-9
- Nietzsche für Eilige. Aufbau, Berlin 2005, ISBN 3-7466-2124-0.
- Das Politpanoptikum: Ungehöriges zur Lage der Nation. Rowohlt Taschenbuch, Reinbek 2006, ISBN 3-499-62198-3.
- Tschüss, ihr da oben. Vom baldigen Ende des Kapitalismus. Westend Verlag, Frankfurt am Main 2009, ISBN 978-3-938060-30-8.
- „Ich bejahe diese Frage mit Ja“. Die famosen Leistungen unserer Damen und Herren Politiker. Westend Verlag, Frankfurt am Main 2011, ISBN 978-3-938060-68-1.
- Das alles und noch viel mehr würden wir machen, wenn wir Kanzler von Deutschland wär’n. Westend Verlag, Frankfurt am Main 2013, ISBN 978-3-86489-033-8.
- Heimat. Volk. Vaterland.: Eine Kampfansage an Rechts. Westend Verlag, Frankfurt am Main 2018, ISBN 978-3-86489-109-0.
- Verbrandt, verkohlt und ausgemerkelt: Vom Ende deutscher Kanzlerschaften. Westend Verlag, Frankfurt am Main 2021, ISBN 978-3-86489-338-4.